# Igelsjön (Flens socken, Södermanland)
Igelsjön är en sjö i Flens kommun i Södermanland och ingår i Nyköpingsåns huvudavrinningsområde.